# Valskog
Valskog est une localité de la commune de Kungsör dans le comté de Västmanland en Suède.
Sa population était de 689 habitants en 2019.